# Justinian Isham (5e baronnet)
Justinian Isham, 5e baronnet (20 juillet 1687 - 5 mars 1737), de Lamport, dans le Northamptonshire, est un homme politique britannique conservateur qui siège à la Chambre des communes de 1730 à 1734.

## Biographie
Il est le fils de Justinian Isham (4e baronnet) de Lamport, dans le Northamptonshire, et à son épouse, Elizabeth Turnor. Après la victoire des conservateurs aux élections générales britanniques de 1710, il obtient une place de commissaire aux droits du cuir et aux taxes foncières d'une valeur de 500 £ par an en 1711, qu'il perd lorsque les Whigs reviennent au pouvoir en 1714. En 1719, il se rend en Italie pendant que le prétendant est sur place et reçoit des lettres de son père lui enjoignant de veiller à son comportement, car il y a des espions à la cour. Il épouse Mary Hacket, fille de Lisle Hacket de Moxhull, Warwickshire, le 11 septembre 1725. À la mort de son père le 13 mai 1730, il devient baronnet de Lamport et hérite du manoir familial de Lamport Hall.

## Carrière
Lors d'une élection partielle le 21 mai 1730, il est élu député du Northamptonshire contre un opposant whig. Il vote fidèlement avec le parti conservateur. Il est réélu sans opposition au Parlement lors des élections générales britanniques de 1734 .
Il meurt soudainement le 5 mars 1737, probablement des suites d'un accident vasculaire cérébral ou d'une crise cardiaque, sans descendance. Son frère cadet, Edmund Isham, lui succède comme baronnet et comme représentant du Northamptonshire au Parlement. Il y a une peinture de Sir Justinian par Hugh Howard qui est exposée à Lamport Hall dans le Northamptonshire.